# Corbeni
Corbeni is een Roemeense gemeente in het district Argeș.
Corbeni telt 5776 inwoners.